# Pastourelle
Pour les articles homonymes, voir Pastourelle (homonymie).
La pastourelle est un genre poétique du Moyen Âge. Poème chanté, composé de strophes ou laisses assonancées en nombre variable, il met en scène, en alternant dialogues et parties narratives, une tentative de séduction d'une jeune bergère par un chevalier. La scène peut se terminer par un refus, éventuellement suivi d'un viol, ou par une acceptation.  Parfois, la bergère, en butte aux instances du chevalier, appelle à l'aide le paysan qu'elle aime, qui met en fuite le poursuivant.
Les pastourelles se déroulent en général dans une atmosphère printanière et érotique. Décrivant des amours charnelles et bucoliques, elles prennent le contrepied de l'amour courtois.

## Définition
Michel Zink la définit ainsi, reprenant la définition du troubadour Vidal de Bezaudun : « La requête d'amour d'un chevalier à une bergère, l'échange de propos moqueurs et piquants et le dénouement, favorable ou non au séducteur, raconté sur le mode plaisant par le chevalier lui-même ». Les auteurs médiévaux la considèrent d'ailleurs comme un genre satirique.
Raimon Vidal écrit dans les Razos de Trobar :
Pastora : si vols far pastora, deus parlar d'amor en aytal semblan com eu te ensenyaray, ço es a saber, si t'acostes a pastora e la vols saludar, o enquerar o manar o corteiar, o de qual razo demanar o dar o parlar li vulles. E potz li metre altre nom de pastora, segons lo bestiar que gardara. Et aquesta manera es clara assaltz d'entendre, e potz li fer sis o vuit cobles, e so novell o so estrayn y a passat.
Pastourelle : si tu veux faire une pastourelle, tu dois parler d'amour de la façon que je vais t'enseigner : tu abordes une bergère et tu veux la saluer ou la requérir d'amour ou lui dire quelque chose ou la courtiser, ou discuter avec elle sur quelque point. Et tu peux lui donner un autre nom de bergère selon les bêtes qu'elle gardera. Et ce genre est assez facile à comprendre, et tu peux lui faire six ou huit couplets et une musique nouvelle ou une musique qui a déjà été utilisée.
Il n'existe pas de texte équivalent pour la langue d'oïl où la pastourelle se déroule de manière un peu différente. Si le comique de la forme d'oc repose surtout sur la joute verbale opposant les deux personnages, celui de la forme d'oïl s'appuie plutôt sur une forme de grivoiserie.
Traditionnellement, on distingue deux types de pastourelle :
- Le type le plus fréquent, celui décrivant la rencontre amoureuse, entre le poète et la bergère.
- Le type « objectif », qui présente une scène champêtre, où le poète se mêle à des bergers et des bergères qui font la fête, se querellent, batifolent, se réconcilient[4].

## Historique
La fonction de la pastourelle dans la poésie lyrique du Moyen Âge semble être d'exprimer le désir charnel masculin, la bergère (une femme de basse extraction, réputée facile) étant réduite à un pur objet érotique. Si le chevalier utilise le langage de la séduction et le vocabulaire de la fin'amor, il en détourne les règles, puisque l'aspect brutal de son désir, qu'il assouvit en forçant la femme si elle n'est pas consentante, contredit son discours.
Genre plus aristocratique que réellement rustique, la pastourelle réfléchit probablement les aspirations secrètes d'une chevalerie parfois lasse de la préciosité des Cours d'amour[réf. souhaitée].
Les Trouvères, qui flattaient ainsi les désirs de leurs seigneurs, ont emprunté leurs thèmes aux poètes provençaux. Car les pastourelles ont d'abord été composées en langue d'oc, entre le milieu du XIIe  et la fin du  XIIIe siècle, par des troubadours très connus comme Marcabru, Gui d'Ussel, Giraut de Bornelh, Cadenet, Serveri de Gérone, ou moins célèbres, comme Johan Estève, Guillem d'Autpolh, Gavaudan, Joyos de Tholoza ou Guiraut d'Espanha pour qui elle semble avoir été autant un divertissement qu'un exercice de versification.

## Forme poétique

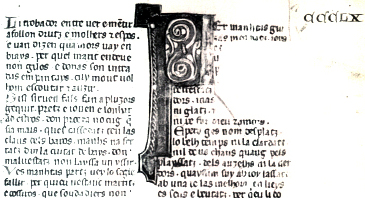
Folio CCCLX du Chansonnier C, (BnF f. f. 856)

### Des formes différentes
Ce n'est pas un poème à forme fixe, le nombre et la forme des couplets restant libres (entre 6 et 30). La pastourelle a donc pu être, suivant les siècles, les régions, etc. :
- une pièce savante de poésie pastorale dont la forme s'apparente au Chant Royal du XIVe siècle, à la différence que le vers utilisé est l'octosyllabe. En outre le refrain est facultatif.

- un petit poème médiéval, parfois anonyme, prenant pour thème l'amour d'une bergère. Il est conçu, en général sous forme de dialogue entre la jeune pastourelle, qui se défend, et un galant chevalier qui fait miroiter à ses yeux des cadeaux dignes d'une dame (comme des gants, une ceinture, un bandeau[9]) pour obtenir ses faveurs.

- Étant une chanson « à l'air agréable et gai, un peu sautant et vif »[10], la pastourelle a donné naissance à une figure de contredanse. C'était la quatrième du quadrille ordinaire.

### L'usage du refrain
Certaines pastourelles sont dotées de refrains. On peut distinguer :
- les  pastourelles « à refrain » dotées d’un refrain fixe
- les pastourelles dites « avec refrains » qui proposent à la fin de chaque strophe un nouveau refrain, peut-être emprunté à d'autres textes et fonctionnant ainsi comme une série de clins d'œil intertextuels.

## Un exemple de pastourelle
Début de L'autrier, jost'una sebissa, de Marcabru, présente dans huit manuscrits, dont le Chansonnier C. Le poème est composé de septains d'octosyllabes, deux couplets successifs utilisant les mêmes rimes, selon la structure, puis pour les deux suivants, etc.
| L'autrier, jost'una sebissa Trobei pastora mestissa, De joy et de sen massissa ; E fon filha de vilana : Cap'e gonel'e pelissa Vest e camiza treslissa, Sotlars e caussas de lana. Ves leis vinc per la planissa : « Toza, fi m'eu, res faitissa, Dol ai gran del ven que.us fissa ». « Senher, so dis la vilana, Merce Deu e ma noyrissa, Pauc m'o pretz si.l vens m'erissa Qu'alegreta sui e sana ». « Toza, fi.m eu, causa pia, Destoutz me suy de la via Per fa a vos companhia, Quar aitals toza vilana No pot ses plazen paria Pastorgar tanta bestia En aital luec, tan soldana ! » « Don, dis ela, qui que.m sia, Ben conosc sen o folia ; » [...] | L'autre jour, près d'une haie, je trouvai une pauvre bergère pleine de gaieté et d'esprit ; elle était fille de vilaine : d'une cape, d'une gonelle (robe longue) et d'une pelisse, vêtue, avec chemise de treillis, souliers et chausses de laine. Vers elle je vins dans la plaine : « Jouvencelle, dis-je, aimable objet, j'ai grand deuil que le vent vous pique ». « Seigneur, dit la vilaine, merci à Dieu et ma nourrice, peu me chaut que le vent me décoiffe car je suis joyeuse et en bonne santé ». « Jouvencelle, lui dis-je, charmante créature, je me suis détourné du chemin pour vous tenir compagnie ; une vilaine aussi jeunette que vous ne peut, sans un aimable compagnon paître tant de bétail en pareil endroit, toute seule ! » « Maître, dit-elle, qui que je sois, Je sais reconnaître bon sens et folie ; » [...] |  |

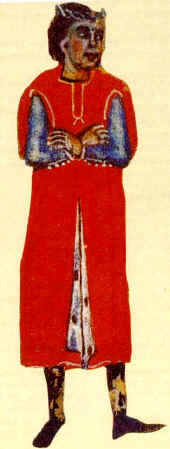
Le troubadour Marcabru.

## La violence dans les pastourelles
Si la pastourelle semble avoir été avant tout une forme légère et comique, la représentation dans plusieurs poèmes de viols ou tentatives de viols, mais également de violences physiques (jets de pierres, etc.) invite à questionner la réception de ces textes.

### De la requête d'amour au viol
Les poètes qui ont composé des pastourelles étaient aussi des auteurs de poésies courtoises. Certains éléments réapparaissent dans la pastourelle, notamment la promesse d'amour du narrateur. Toutefois, alors que la dame des schémas courtois est inatteignable et maîtresse des désirs de son amant, la bergère est souvent soumise à la volonté du narrateur. On a donc pu parler pour la pastourelle de genre "anti-courtois", bien que la pastourelle ne constitue pas à proprement parler une parodie d'amour courtois.
Dans un article intitulé "Camouflaging Rape : The Rhetoric of Sexual Violence in the Medieval Pastourelle", Kathryn Gravdal souligne que les jeux de points de vue et de focalisation permettent au public de s'identifier au narrateur au détriment de la bergère. L'expérience est ainsi toujours retranscrite par le narrateur qui peut à loisir réécrire la scène, en décrivant par exemple une bergère d'abord opposée à tout rapport sexuel, mais le remerciant finalement.

## Les «chansons de bergères», pastourelles et tradition pastorale
La pastourelle entre dans le genre plus vaste de la poésie pastorale ou poésie bucolique, pratiquée dès l'Antiquité, comme les Idylles de Théocrite ou de Virgile, et, plus près de nous, de la « chanson de bergère », qui peut d'ailleurs être aussi immorale et grivoise que la pastourelle. Les liens entre la pastourelle et cette tradition suscite cependant débat.
Il existe une centaine de chansons traditionnelles (avec d'innombrables variantes) contenant des éléments champêtres et une tentative de séduction d'une jeune fille. Mais dans la plupart des cas, l'aventure est racontée par la bergère elle-même et non par le poète-chevalier. Le galant n'est pas toujours de haut rang, même s'il attend de la bergère une « récompense », un baiser en général. Ce sont des chansons à danser, à double entente souvent, avec une version adulte grivoise et une version enfant édulcorée comme la bien connue Il était une bergère des rondes enfantines.
Par ailleurs, plusieurs textes médiévaux se sont directement inspirés des pastourelles par la suite. La réutilisation de la pastourelle et son déplacement vers d'autres formes a été tout particulièrement étudié par Geri L. Smith dans un ouvrage intitulé The medieval French pastourelle tradition: poetic motivations and generic transformations. On peut citer entre autres Le Jeu de Robin et Marion d'Adam de la Halle, pièce de théâtre ponctuée d'extraits chantés de pastourelles. La bergère Marion y devient un personnage à part entière. Dans le Dit de la pastoure de Christine de Pizan, la bergère devient la narratrice elle-même, renversant ainsi la structure de la pastourelle.

## Éditions
- Jean Audiau, La Pastourelle dans la poésie occitane, Slatkine, Genève, 1923, disponible en ligne : https://gallica.bnf.fr/ark:/12148/bpt6k22156r
- Karl Bartsch, Romances et pastourelles françaises des XIIe et XIIIe siècles, Leipzig, 1870, disponible en ligne : https://archive.org/details/altfranzsische00bartuoft/page/n7
- Jean-Claude Rivière, Pastourelles, Droz, Genève, 1974.